# Рамхорн, Юхан
Пер Юхан Рамхорн (швед. Per Johan Ramhorn; 3 мая 1996, Швеция) — шведский футболист корейского происхождения, защитник.
У Юхана есть брат-близнец Себастьян, который также является профессиональным футболистом.

## Клубная карьера
Рамхорн — воспитанник клуба «Кальмар». 25 августа 2014 года в матче против «Эфле» он дебютировал в Аллсвенскан лиге. В начале 2016 года для получения игровой практики Юхан на правах аренды перешёл в ГАИС. 9 апреля в матче против «АФК Юнайтед» он дебютировал в Суперэттан. 14 октября в поединке против «Хальмстада» Рамхорн забил свой первый гол за новую команду.

## Международная карьера
В 2013 году в составе юношеской сборной Швеции Рамхорн занял третье место на юношеском чемпионате Европы в Словакии. На турнире он сыграл в матчах против команд Швейцарии и Словакии. В том же году Юхан завоевал бронзовые медали юношеского чемпионата мира в ОАЭ. На турнире он сыграл в матчах против Японии, Гондураса, Ирака, Мексики, Аргентины и Нигерии.